# Trygvi Samuelsen

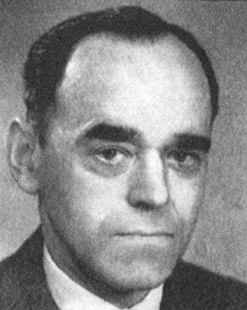
Trygvi Samuelsen

Samuel Georg Trygve Samuelsen (gelegentlich auch Trygve Samuelsen; * 16. September 1907 in Tórshavn, gest. 19. Februar 1985 in Tórshavn) war ein färöischer Rechtsanwalt und Politiker. Er saß als Abgeordneter des Sambandsflokkurin im färöischen Løgting.

## Ausbildung und Beruf
Trygvi Samuelsen wuchs in Fuglafjørður auf. Er studierte in Dänemark an der Sorø Akademi (exam. art. 1926). Seinen Abschluss in Jura machte er im Jahr 1933. Noch im selben Jahr wurde Trygvi Samuelsen konst. Sýslumaður von Eysturoy. Zu dieser Zeit hatte sein Vater Andrass Samuelsen dort das Amt des Sýslumaður inne. Ab 1934 arbeitete Trygvi als Anwaltsbevollmächtigter in Torshavn und war dort ab 1938 selbst Rechtsanwalt.

## Politik
Samuelsen saß von 1936 bis 1964 als Mitglied im Gemeinderat der Tórshavnar kommuna.
In das Løgting wurde er erstmals 1943 gewählt, schied jedoch bereits 1946 wieder aus, um dann ohne Unterbrechung dem Parlament von 1949 bis 1974 anzugehören. In den letzten vier Parlamentsjahren war er zugleich Parteivorsitzender des Sambandsflokkurin (1970–1974). Darüber hinaus hatte er im Jahr 1956 die Aufgabe des isländischen Konsuls auf den Färöer-Inseln übernommen.

## Familie
Trygvi Samuelsen kam als Sohn von Andrass Samuelsen, Sýslumaður von Eysturoy, und dessen Frau Beate Emilie Lindenskov 1907 in Tórshavn zur Welt. Steingrim Samuelsen (1903–1951), ebenfalls Sýslumaður von Eysturoy, war sein älterer Bruder. Georg Lindenskov Samuelsen (1910–1997), langjähriger Redakteur der Parteizeitung Dimmalætting, war jüngerer Bruder.
Ein Neffe von Trygvi ist der Politiker Eilif Samuelsen.